# Бокс на літніх юнацьких Олімпійських іграх 2010
Змагання з боксу на літніх юнацьких Олімпійських іграх 2010 пройшли з 21 по 25 серпня. Щоб мати право брати участь в юнацьких Олімпійських іграх, спортсмени повинні були народитися в період з 1 січня 1992 року по 31 грудня 1993 року. Було розіграно 11 комплектів нагород. Кожен Національний олімпійський комітет (НОК) міг подати максимум 3 хлопців. Усі троє представників Куби стали чемпіонами. Дві золоті медалі завоювали обидва представники Литви. Двоє українських боксерів залишилися без нагород.

## Медалі

### Загальний залік
| Місце  | Країна        | Золото | Срібло | Бронза | Загалом |
| ------ | ------------- | ------ | ------ | ------ | ------- |
| 1      | Куба          | 3      | 0      | 0      | 3       |
| 2      | Литва         | 2      | 0      | 0      | 2       |
| 3      | Австралія     | 1      | 1      | 0      | 2       |
| 4      | Бразилія      | 1      | 0      | 0      | 1       |
| 4      | Ірландія      | 1      | 0      | 0      | 1       |
| 4      | Німеччина     | 1      | 0      | 0      | 1       |
| 4      | Пуерто-Рико   | 1      | 0      | 0      | 1       |
| 4      | Франція       | 1      | 0      | 0      | 1       |
| 9      | Азербайджан   | 0      | 2      | 0      | 2       |
| 10     | Узбекистан    | 0      | 1      | 2      | 3       |
| 11     | Венесуела     | 0      | 1      | 1      | 2       |
| 11     | Індія         | 0      | 1      | 1      | 2       |
| 11     | Туреччина     | 0      | 1      | 1      | 2       |
| 14     | Колумбія      | 0      | 1      | 0      | 1       |
| 14     | Італія        | 0      | 1      | 0      | 1       |
| 14     | Науру         | 0      | 1      | 0      | 1       |
| 14     | Нова Зеландія | 0      | 1      | 0      | 1       |
| 18     | Аргентина     | 0      | 0      | 1      | 1       |
| 18     | Єгипет        | 0      | 0      | 1      | 1       |
| 18     | Молдова       | 0      | 0      | 1      | 1       |
| 18     | Польща        | 0      | 0      | 1      | 1       |
| 18     | Туркменістан  | 0      | 0      | 1      | 1       |
| 18     | Угорщина      | 0      | 0      | 1      | 1       |
| Всього | Всього        | 11     | 11     | 11     | 33      |

### Медалісти
| Вагова категорія | Золото                         | Срібло                         | Бронза                        |
| ---------------- | ------------------------------ | ------------------------------ | ----------------------------- |
| до 48 кг         | Раян Барнет Ірландія           | Салман Алізаде Азербайджан     | Зохіджон Хурбоєв Узбекистан   |
| до 51 кг         | Еммануель Родрігес Пуерто-Рико | Діджей Маакі Науру             | Хешам Абделаал Єгипет         |
| до 54 кг         | Робейсі Рамірес Куба           | Шива Тапа Індія                | Девід Мікелюс Польща          |
| до 57 кг         | Артур Бриль Німеччина          | Ельвін Ісаєв Азербайджан       | Фрадіміл Макайо Венесуела     |
| до 60 кг         | Евальдас Петраускас Литва      | Бретт Матер Австралія          | Вікас Крішан Ядав Індія       |
| до 64 кг         | Річардас Кункайтіс Литва       | Самуель Сапата Венесуела       | Фабіан Майдана Аргентина      |
| до 69 кг         | Девід Лоуренсо Бразилія        | Ахмад Мамаджанов Узбекистан    | Нурсахат Паззієв Туркменістан |
| до 75 кг         | Дам'єн Гупер Австралія         | Хуан Карлос Каррільйо Колумбія | Золтан Харча Угорщина         |
| до 81 кг         | Іросвані Дюверже Куба          | Бурак Аксин Туреччина          | Сардорбек Бегалієв Узбекистан |
| до 91 кг         | Леньєр Перо Куба               | Фабіо Турчі Італія             | Юміт Джан Патир Білорусь      |
| понад 91 кг      | Тоні Йока Франція              | Джозеф Паркер Нова Зеландія    | Даниїл Сварещук Молдова       |